# Domien Sleeckx
Jan Lambrecht Dominicus (Domien) Sleeckx (Antwerpen, 2 februari 1818 – Luik, 13 oktober 1901) was een Vlaams taalkundige, journalist en schrijver van verhalen, romans, essays, drama’s en blijspelen. Hij wordt beschouwd als de eerste vertegenwoordiger van de realistische stroming in de literatuur in Vlaanderen. In 1844 was hij medeoprichter van Vlaemsch België, het eerste Vlaamse dagblad na de Belgische Revolutie en ook het eerste Nederlandstalige dagblad in Brussel. Samen met Jaak van de Velde (1817-1893) schreef hij ook een Frans-Vlaams woordenboek gebaseerd op de spelling van Jan Des Roches.

## Leven
Sleeckx werd in 1818 in de Antwerpse Sint-Andriesbuurt geboren als eerste van zeven kinderen van Albert Jan Sleeckx en Maria Carolina Van den Bosch. Zijn vader werkte als kopergieter in een fabriek van kerkornamenten en leerde de jonge Domien lezen. Zijn belangstelling voor Antwerpse en Vlaamse verhalen en volksliederen erfde hij van zijn moeder. Na een jaar in een privaatschool ging hij als zevenjarige naar de gemeenteschool. Sleeckx volgde ook een tijdlang tekenlessen aan de Academie. Na een korte onderbreking vanwege de Belgische Revolutie, behaalde Domien als primus de laatste klas in de gemeenteschool. In 1832 ging de toen veertienjarige Sleeckx naar het atheneum.
Sleeckx werkte aanvankelijk als notarisklerk en vervolgens als onderwijzer in Antwerpen. Op vraag van Jan De Laet vertrok hij in december 1843 naar Brussel om er te werken als opsteller-journalist voor de eerste Nederlandstalige krant in Brussel, Vlaemsch België. De krant viel al snel zonder middelen en Sleeckx richtte in november 1844 een opvolger op, De Vlaemsche Belgen. Ook deze krant had onvoldoende financiële middelen en hield eind juni 1845 op te bestaan. Sleeckx ging toen als vertaler en corrector werken voor de Moniteur Belge (Belgisch Staatsblad). Daar ontstond de idee om een Frans-Vlaamsch vertaalwoordenboek op te stellen.
In 1853 keerde hij terug naar Antwerpen en werkte er voor De Schelde, de Lloyd Anversois en Le Précurseur. In 1861 volgde hij de eveneens Vlaamsgezinde en liberale letterkundige Jan Van Beers op als leraar aan de Rijksnormaalschool te Lier tot hij in 1879 benoemd werd als hoofdinspecteur voor het lager onderwijs. Sleeckx verhuisde toen naar Schaarbeek bij Brussel waar hij zich na zijn pensionering in 1885 engageerde in de gemeentepolitiek en gemeenteraadslid werd gekozen in 1888.
Sleeckx overleed in 1901 in Luik, waar hij sinds 1891 woonde.

## Schrijver
Sleeckx begon te schrijven op aansporen van zijn vriend Pieter Frans van Kerckhoven. Aanvankelijk schreef hij in het Frans, maar zijn eerste Vlaamse kortverhaal Pieter Block verscheen al in augustus 1839 in enkele afleveringen in den Antwerpenaer. Sleeckx schreef daarna enkele romantische volksverhalen in de sentimenteel-idealistische traditie van Hendrik Conscience. Vrij snel echter ontwikkelde hij een eigen stijl en werd in de Vlaamse literatuur een van de eerste beoefenaars van het realisme. Hierover schreef hij in 1862 ook zijn theoretische beschouwingen neer in Over het realismus in de letterkunde.
Sleeckx was in 1846 medeoprichter van het letterkundige tijdschrift De Vlaemsche Stem (kende slechts vijf jaargangen tussen 1846 en 1853).

## Vlaamse Beweging
Zoals andere schrijvers van zijn generatie verkoos Sleeckx, die onderwijs had gekregen in het Frans, in het Vlaams te schrijven. Met dit schrijven in de volkstaal beoogde hij een bijdrage te leveren aan de volksontwikkeling.
In 1844 veroorzaakte Sleeckx een taalincident in Brussel nadat hij op 2 juli in het Nederlands aangifte wilde doen van de geboorte van zijn zoon. De schepen van de Burgerlijke Stand weigerde dit, zelfs nadat Sleeckx hem daartoe had gevorderd via een deurwaarder. Het proces dat erop volgde voor de rechtbank van eerste aanleg stelde Sleeckx in het ongelijk en veroordeelde hem tot de kosten. Het vonnis van 27 juli 1844 veroorzaakte veel opschudding en dit zou later mee bijdragen aan de totstandkoming van de eerste wetsontwerpen inzake het gebruik van het Nederlands in rechts- en bestuurszaken.
Sleeckx was voorstander van een aparte spelling voor het Vlaams en het Hollands en keerde zich af van de trend tot eenmaking van de spelling zoals die door andere Vlaamse en Nederlandse letterkundigen in de taalcongressen bepleit werd. Sleeckx zag in de Spelling De Vries en Te Winkel die in 1864 in België officieel aanvaard werd, een aantasting van de Vlaamse nationaliteit. In de derde uitgave van zijn woordenboek in 1865 handhaaft Sleeckx dan ook zijn oorspronkelijke spelling. Pas in latere edities, wanneer ook andere auteurs aan de uitgave meewerken, schakelt het woordenboek over op de nieuwe spelling.

## Naar hem genoemd
- De Sleeckxlaan in Schaarbeek. Domien Sleeckx woonde een tijdlang in Schaarbeek en was er liberaal gemeenteraadslid van 1888 tot 1895.
- De Sleeckxstraat in Antwerpen. Domien Sleeckx werd geboren in de Pompstraat in Antwerpen.

## Werken
- Dramata (Verzameling van vier oorspronkelyke tooneelstukjes), De Wever, Antwerpen, 1841. Online.
- Kronijken der Straten van Antwerpen, 3 delen, Oberts, Antwerpen, 1843. Volksverhalen. deel 1 Online.
- Volksverhalen, Greuze, Brussel, 1848. Online.
- In alle standen: verhalen, karakters en zedeschetsen, Horta-De Laere, Brussel, 1851. Online.
- Arabella Knox, 1855. Dierenverhalen.
- In 't schipperskwartier: tafereelen uit het Vlaamsche volksleven, Van Kesteren, 1861. Online.
- Grétry: drama in vier tijdvakken, Van Doosselaere, 1862. Online. Bekroond met de staatsprijs voor toneelleterkunde voor de periode 1859-1861.
- Op ’t Eksterlaar, Herinneringen van afgestorven en van nog levende vrienden, Rogghe, Gent, 1863. Verhalenbundel. Online op dbnl.
- Dirk Meijer, 1864. Roman.
- Gebroeders Tybaerts & Co, 1867. Roman.
- De Plannen van Peerjan, Marchand, Antwerpen, 1868. Dorpsverhaal. Online.
- Kunst en Liefde, 1870. Roman.
- Hildegonde, 1872. Historische roman.
- De Patriottentijd, 1889.
- De Jacobijnen in België, 1889.

- Vesalius in Spanje, 1895. Historische roman.
- Indrukken en ervaringen, 1902, postuum.

### Taalkundige werken
- Dictionnaire complet Français-Flamand - Volledig Nederduitsch-Fransch woordenboek, 2 delen, 1848-1851. De editie van 1854 online.
- Over het realismus in de letterkunde, 1862.
- Stijl en Letterkunde, 1866.
- Voorbeelden van Stijl en Letterkunde, 1867.
- Nederlandsche Spraakleer, 1887.
- Oefeningen op de Nederlandsche Spraakleer, 2 delen, 1890.
- Gronden der Nederlandsche Spraakleer, 1888.